# 宮崎市立清武小学校
宮崎市立清武小学校（みやざきしりつ きよたけしょうがっこう）は、宮崎県宮崎市清武町今泉甲にある公立の小学校。

## 概要
歴史
江戸時代（1826年（文政10年））に設立された「明教堂」を源流とし、1875年（明治8年）に「中野小学校」となった。1895年（明治28年）に当時の尋常小学校3校（中野・加納・船引）が統合の上、「清武尋常小学校」となった。現校名になったのは2010年（平成22年）。3校が統合した1895年（明治28年）を創立年としており、2025年（令和7年）に創立130周年を迎える。
校章
旭日旗を背景にして、中央に校名の頭文字である「清」の文字を配している。
校歌
作詞は日高正、作曲は海老原直による。歌詞は4番まであり、1番の歌詞中に「清武」が登場する。
通学区域
宮崎市清武町のうち「加納（一部）・船引（一部）・正手一～三丁目・今泉（一部）・木原（一部）・清武町新町一・二丁目・西新町・岡一～三丁目」。中学校区は宮崎市立清武中学校。

## 沿革
前史
- 1826年（文政10年）1月 - 中野に「明教堂」が創立。
- 1875年（明治8年）4月 - 明教堂が廃止され、「中野小学校」が創立。
  - この当時、中野・木原・今泉・船引・沓掛（くつかけ）[2]・加納の6箇所に小学校が設置された。
- 1885年（明治18年）7月 - 沓掛小学校が平山に移転の上、中野小学校への統合により、平山分教場となる。
- 1886年（明治19年）- 小学校令の施行により、「尋常中野小学校」に改称。
- 1889年（明治22年）5月1日 - 町村制の施行により、宮崎郡に以下の2村が発足。
  - 2村（今泉・木原）が合併の上、「南清武村」が発足。
  - 2村（船引・加納）が合併の上、「北清武村」が発足。
- 1891年（明治24年）7月4日 - 北清武村と南清武村が合併の上、「清武村」が発足。
- 1892年（明治25年）- 「中野尋常小学校」に改称。

正史
- 1895年（明治28年）4月 - 尋常小学校3校（中野・加納・船引）の統合により、「清武尋常小学校」となる。
  - この時、木原・今泉・沓掛の尋常小学校3校は、「黒坂尋常小学校」（木原）と「大久保尋常小学校」（今泉）の2校に統合される。
- 1897年（明治30年）12月 - 高等科を併置の上、「清武尋常高等小学校」に改称。
- 1908年（明治41年）4月 - 改正小学校令により、尋常科の修業年限（義務教育年限）が4年制から6年制に改められる。
- 1917年（大正6年）9月 - 校区の改定により、正手ので岡（一部）、下今泉地区を編入。
- 1928年（昭和3年）2月 - 図書館を設立。
- 1941年（昭和16年）4月1日 - 国民学校令施行により、「清武村清武国民学校」と改称。尋常科を初等科に改める。
- 1947年（昭和22年）- 学制改革が行われる（六・三制の実施）。
  - 4月1日 - 国民学校初等科は、新制小学校「清武村立清武小学校」に改組・改称。
  - 5月8日 - 国民学校高等科は、青年学校普通科とともに、新制中学校「清武村立清武中学校」に改組・改称。
- 1950年（昭和25年）5月3日 - 町制施行により、「清武町立清武小学校」に改称。
- 1956年（昭和31年）9月 - 現在地に移転。
- 1957年（昭和32年）4月1日 -  清武町立黒坂小学校を統合。黒板小学校から石坂分校が移管される。
- 1958年（昭和33年）9月 - 旧・黒坂校舎を移転・改築。
- 1959年（昭和34年）10月 - 安井息軒の胸像を設置。
- 1965年（昭和40年）4月 - センター方式による学校給食を開始。
- 1969年（昭和44年）8月 - プールが完成。
- 1970年（昭和45年）4月1日 - 石坂分校を統合。
- 1973年（昭和48年）4月1日 - 黒北地区が編入。
- 1975年（昭和50年）3月 - 体育館が完成。
- 1979年（昭和54年）3月 - 新校舎が完成。
- 1985年（昭和60年）4月1日 - 宮崎市立加納小学校が分離・独立。
- 1993年（平成5年）3月 - 管理棟が完成。
- 1995年（平成7年）2月 - 創立100周年記念事業を実施。
- 2004年（平成16年）3月 - 西校舎が完成。
- 2005年（平成17年）3月 - 新体育館が完成。
- 2010年（平成22年）3月23日 - 宮崎市との合併に伴い、「宮崎市立清武小学校」（現校名）と改称。
- 2011年（平成23年）10月 - 「弁当の日」の取組を開始。
- 2010年（令和2年）3月 - 児童クラブを設置。

## 交通アクセス
最寄りの鉄道駅
- JR九州 日豊本線 「清武駅」

最寄りのバス停留所
- 宮崎交通バス（宮交バス）「清武小前」バス停留所

最寄りの幹線道路
- 宮崎県道13号高岡郡司分線

## 周辺
- 宮崎市役所清武総合支所
- 宮崎市立清武中学校
- 清武幼稚園
- 清武町商工会
- 宮崎銀行清武支店
- 宮崎市清武文化会館
- 清武総合福祉センター
- 清武体育館
- 清武郵便局
- 清武川

## 参考資料
- 「清武町史」（1955年（昭和30年）5月5月, 宮崎県宮崎郡清武町）p.196～p.199